# 戈爾登瓦利縣 (北達科他州)
戈爾登瓦利县（英語：Golden Valley County）是位於美國北達科他州西部的一個縣，西鄰蒙大拿州。面積2,596平方公里。根據美國2000年人口普查，共有人口1,924人。縣治比奇 （Beach）。
成立於1912年11月19日。縣名來自一家位於明尼蘇達州聖保羅的土地公司。